# Domenico D'Angelo
Domenico D'Angelo (Amatrice, 5 settembre 1899 – Larissa, 13 settembre 1943) è stato un maggiore dell'esercito, eroe italiano della seconda guerra mondiale, decorato con la medaglia d'argento al Valor militare dal presidente della Repubblica..
(maggiore Domenico D'Angelo, mentre veniva fucilato, 13 settembre 1943)

## Memoria

### Il ricordo del colonnello Palladino
(colonnello Nicola Palladino)

### Il ricordo di Amatrice
Una via della cittadina di Amatrice è intitolata al maggiore D'Angelo.